# Aguamarina
Aguamarina é uma telenovela estadunidense exibida em 1997 pela Telemundo. Foi protagonizada por Ruddy Rodríguez e Leonardo García com atuação antagônica de Mara Croatto.

## Elenco
- Ruddy Rodríguez .... Marina Luna / Aguamarina
- Leonardo García .... Diego Quintana
- Mara Croatto .... Verona Calatrava
- Fernando Carrera .... Ricardo Calatrava
- Zully Montero .... Dona Augusta de Calatrava
- Oswaldo Calvo .... Don Julio
- Norma Zuñiga .... Renata
- Hans Christopher .... Watusi
- Denise Novell .... Celeste
- Mario Martin .... Silverio
- Griselda Noguera .... Germanica
- Eduardo Ibarrola .... Schwarzenegger
- Marcela Cardona .... Pilar
- Lino Ferrer .... Giorgio
- Marisol Calero .... Penélope
- Alexandra Navarro .... Danielita
- Martha Picanes .... Patricia Barbosa
- Cristian de la Osa .... Juanito
- Gresandro Stematiades... Sergio Calatrava